# Pseudobuddelundiella ljovuschkini
Pseudobuddelundiella ljovuschkini is een pissebed uit de familie Buddelundiellidae. De wetenschappelijke naam van de soort is voor het eerst geldig gepubliceerd in 1967 door Borutzkii.